# Санта-Фе (футбольний клуб)
«Індепендьєнте Санта-Фе» (ісп. Independiente Santa Fe) або «Санта-Фе» — колумбійський футбольний клуб з Боготи. Заснований 28 лютого 1941 року.

## Досягнення
- Чемпіон Колумбії (9): 1948, 1958, 1960, 1966, 1971, 1975, 2012-I, 2014 Ф, 2016 Ф
- Володар кубка Колумбії (2): 1989, 2009
- Володар Суперліги Колумбії (4): 2013, 2015, 2017, 2021
- Володар Південноамериканського кубка: (1) 2015
- Володар Кубка банку Суруга (1): 2016